# Üğümce, Kandıra
Üğümce là một xã thuộc huyện Kandıra, tỉnh Kocaeli, Thổ Nhĩ Kỳ. Dân số thời điểm năm 2010 là 325 người.